# Aton
| i | t · n | N5 |

| i | t · n | N5 |

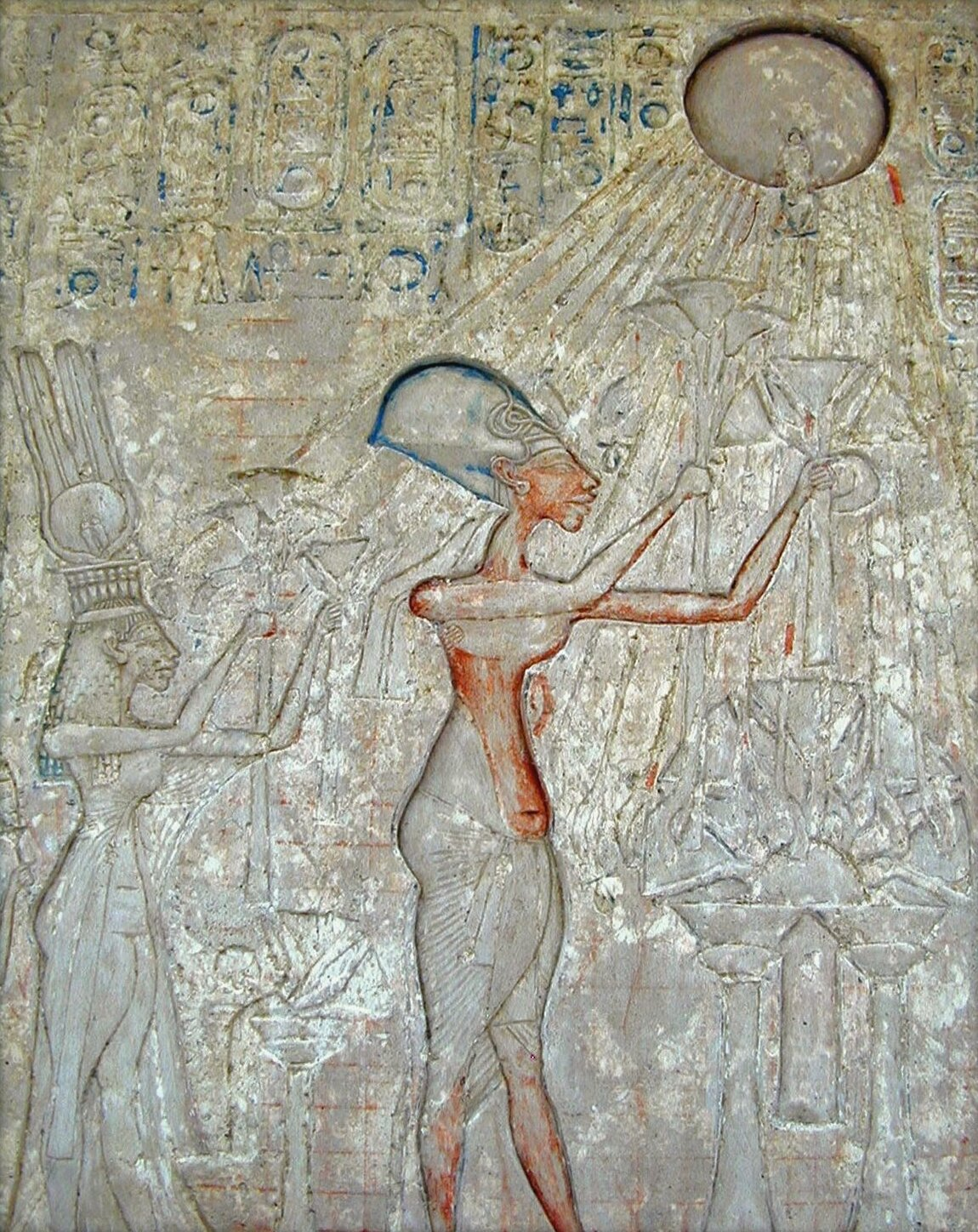
Panovník Achnaton a jeho rodina uctívají Atona znázorněného v podobě sluneční koule

Aton (v egyptštině „jtn“, vyslovováno snad „játi(n)“, v překladu z egyptštiny „Sluneční koule“, méně přesně „Sluneční kotouč/disk“) byl ve starověkém Egyptě pojem doložený od 3. tisíciletí př. n. l. pro Slunce jako fyzický jev – označuje jej jako viditelné nebeské těleso způsob existence, projevování se a manifestace slunečních bohů. Na významu získal v době 18. dynastie: za vlády Thutmose IV. je už považován za samostatného boha a panovník Amenhotep IV./Achnaton jej v rámci své radikální reformy učinil středem teologické nauky s výraznými teokratickými a současně monoteistickými tendencemi.
Toto náboženství, moderními badateli někdy označované jako Atonismus, bylo prosazováno jako náboženství státní; dosavadní tradiční náboženství bylo přibližně od druhé poloviny Achnatonovy vlády záměrně pronásledováno a popíráno. Aton v něm vystupuje jako jediný bůh, stvořitel a udržovatel života a všeho jsoucího, jako nadpozemský, ale přesto skutečný král světa, jehož zosobněním na zemi a jediným prostředníkem je Achnaton. Ten také nepochybně byl jediným tvůrcem celého systému. Své představy explicitně naučnou formou vyjádřil v Chvalozpěvu na Slunce, který je pokládán za jedno z nejpůsobivějších děl staroegyptského písemnictví. Nedlouho po králově smrti jeho učení zaniklo a v Egyptě byla provedena restaurace předchozích poměrů; důsledky reformy nicméně „zanechaly hluboké jizvy v kolektivním povědomí jeho obyvatel“ a vedly k zásadní trvalé proměně jejich světového názoru a pojetí vztahu mezi bohy a lidmi.

## Atonovo jméno

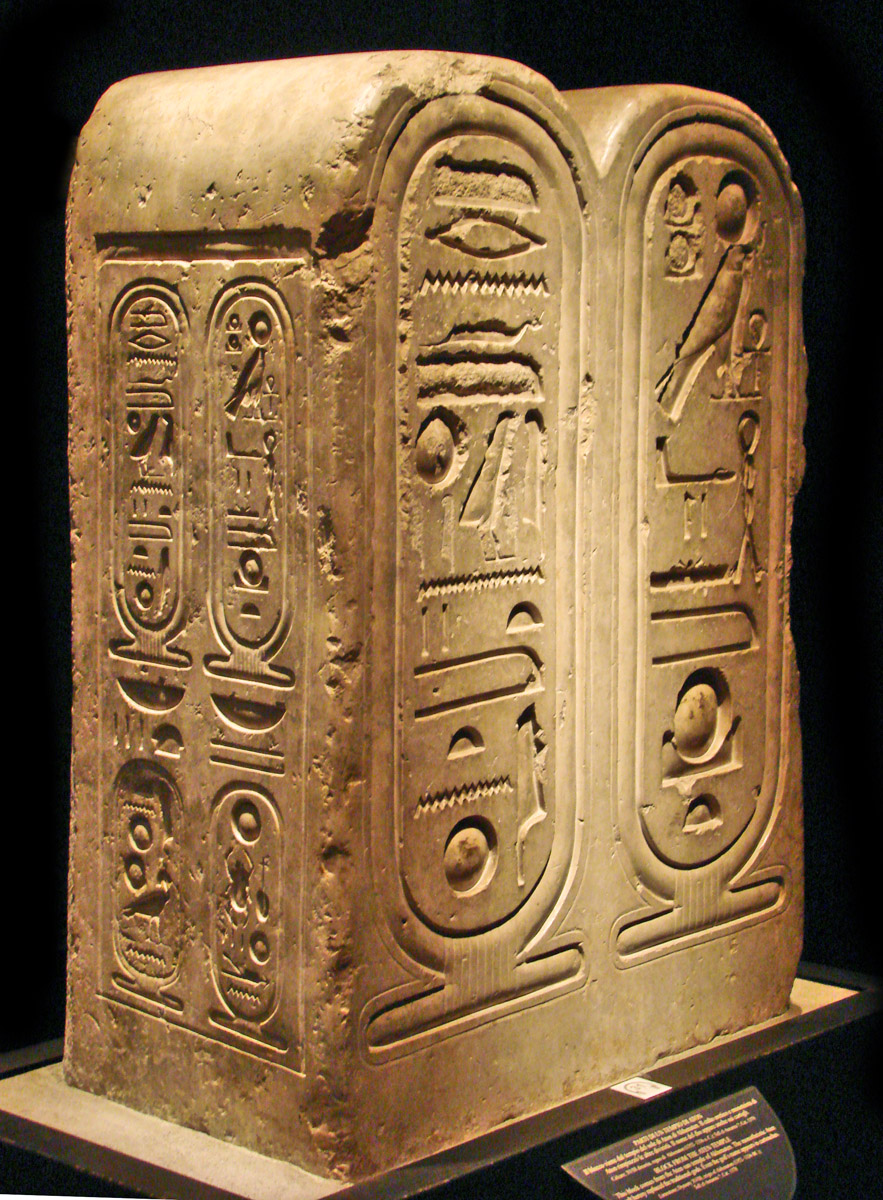
Stéla v podobě dvou kartuší se zápisem rané podoby Atonova jména; na boku jsou zopakovány znovu, pod nimi kartuše Achnatonovy

Od samého počátku Achnatonovy vlády byl Aton představován jako nová forma univerzálně chápaného slunečního boha – jeden z jeho projevů zdůrazňující jeho pojetí jako stvořitele a dárce života. Výrazem toho se stalo nové složité jméno boha, jen o málo později uzavřené do dvou královských kartuší, které je v podstatě teologickým výkladem nového kultu:
|                      |    |           |     |               |            |
| \| \| \| \| \| \| \| |    |           |     |               |            |
|                      |    |           |     |               |            |
| S34                  | G9 | N27 · N27 | V28 | D36 · Z4 · Y1 | Aa15 · N27 |

| S34 | G9 | N27 · N27 | V28 | D36 · Z4 · Y1 | Aa15 · N27 |

|                      |    |           |     |               |            |
| \| \| \| \| \| \| \| |    |           |     |               |            |
|                      |    |           |     |               |            |
| S34                  | G9 | N27 · N27 | V28 | D36 · Z4 · Y1 | Aa15 · N27 |

| S34 | G9 | N27 · N27 | V28 | D36 · Z4 · Y1 | Aa15 · N27 |

|                               |           |    |     |    |                      |     |          |    |
| \| \| \| \| \| \| \| \| \| \| |           |    |     |    |                      |     |          |    |
|                               |           |    |     |    |                      |     |          |    |
| Aa15 · D21 · N35              | I9 · Aa15 | H6 | G43 | N5 | N35 · X1 · Z4 · Aa15 | M17 | X1 · N35 | N5 |

| Aa15 · D21 · N35 | I9 · Aa15 | H6 | G43 | N5 | N35 · X1 · Z4 · Aa15 | M17 | X1 · N35 | N5 |

|                               |           |    |     |    |                      |     |          |    |
| \| \| \| \| \| \| \| \| \| \| |           |    |     |    |                      |     |          |    |
|                               |           |    |     |    |                      |     |          |    |
| Aa15 · D21 · N35              | I9 · Aa15 | H6 | G43 | N5 | N35 · X1 · Z4 · Aa15 | M17 | X1 · N35 | N5 |

| Aa15 · D21 · N35 | I9 · Aa15 | H6 | G43 | N5 | N35 · X1 · Z4 · Aa15 | M17 | X1 · N35 | N5 |

V překladu: „Ten, který žije, Re-Harachtej, který se raduje na horizontu“ „ve svém jménu Světlo (= Šu), jenž je ve slunci (= Atonu).“
Přibližně po polovině vlády, už po přestěhování královského dvora do Achetatonu a v souvislosti s později se stále stupňující radikalizací Achnatonova přístupu ke vztahu nového a tradičního náboženství, bylo Atonovo jméno změněno:
|                         |    |     |           |     |               |            |
| \| \| \| \| \| \| \| \| |    |     |           |     |               |            |
|                         |    |     |           |     |               |            |
| S34                     | N5 | S38 | N27 · N27 | V28 | D36 · Z4 · Y1 | Aa15 · N27 |

| S34 | N5 | S38 | N27 · N27 | V28 | D36 · Z4 · Y1 | Aa15 · N27 |

|                         |    |     |           |     |               |            |
| \| \| \| \| \| \| \| \| |    |     |           |     |               |            |
|                         |    |     |           |     |               |            |
| S34                     | N5 | S38 | N27 · N27 | V28 | D36 · Z4 · Y1 | Aa15 · N27 |

| S34 | N5 | S38 | N27 · N27 | V28 | D36 · Z4 · Y1 | Aa15 · N27 |

|                            |           |         |     |     |      |     |               |
| \| \| \| \| \| \| \| \| \| |           |         |     |     |      |     |               |
|                            |           |         |     |     |      |     |               |
| Aa15 · D21 · N35           | I9 · Aa15 | N5 · X1 | M17 | M18 | Aa15 | M17 | X1 · N35 · N5 |

| Aa15 · D21 · N35 | I9 · Aa15 | N5 · X1 | M17 | M18 | Aa15 | M17 | X1 · N35 · N5 |

|                            |           |         |     |     |      |     |               |
| \| \| \| \| \| \| \| \| \| |           |         |     |     |      |     |               |
|                            |           |         |     |     |      |     |               |
| Aa15 · D21 · N35           | I9 · Aa15 | N5 · X1 | M17 | M18 | Aa15 | M17 | X1 · N35 · N5 |

| Aa15 · D21 · N35 | I9 · Aa15 | N5 · X1 | M17 | M18 | Aa15 | M17 | X1 · N35 · N5 |

V překladu: „Ten, který žije, Re, vládce horizontu, který se raduje na horizontu“ „ve svém jménu Rea-otce, který se vrátil jako slunce (= Aton),“ případně „Ten, který žije, Re, vládce horizontu, který se raduje na horizontu“ „ve svém jménu Záření, které vychází ze slunce (= Atona).“

## Ikonografie

Aton

Jako samostatný bůh byl Aton z počátku zobrazován podobně jako ostatní sluneční bohové, tj. v antropomorfním pojetí jako muž s hlavou sokola ozdobenou slunečním kotoučem. Krátce po začátku Achnatonovy vlády ovšem přijal novou a zcela ojedinělou podobu, záměrně oproštěnou od jakéhokoli antropomorfismu – podobu sluneční koule s mnoha paprsky vyjadřujícími záplavu slunečního světla. Jediným symbolickým prvkem tohoto pojetí byly ruce, jimiž byly paprsky zakončeny: Aton se jimi dotýká panovníka a královny, přidržuje jimi u nosů královského páru hieroglyfický znak anch jako vyjádření daru života a přijímá jimi obětiny, čímž je vyjadřován princip „oživujícího světla“ jako základního a vlastně jediného určujícího Atonova rysu. V souladu s koncepcí Atonova panování je zobrazení sluneční koule ve spodní části doplňováno ureem, často i se znakem anch.
Takto pojaté vyobrazení bylo možné podat pouze plošně, nikoli trojrozměrně, což znamenalo, že atonismus na rozdíl od dosavadní tradice nepřipouštěl kultovní obrazy. Vyjadřovalo se tak nejspíše Achnatonovo přesvědčení, že „obrazy vznikaly a zanikaly, ať byly ze sebevzácnějšího a sebeodolnějšího materiálu. Jediným věčným… byl (jen sám) Aton, který se každý den znovu rodí – původce všeho.“ Předmětem uctívání proto může být pouze Aton sám – Slunce jako viditelný fyzický objekt.

## Aton v současnosti
Podobně jako mnoho dnes již zaniklých náboženství je i uctívání Atona objektem snah o obnovení starých náboženství. V tomto případě se jedná o specifickou formu kemetismu, tzv. atonistický kemetismus.

## Aton v literatuře
Finský spisovatel Mika Waltari v době 2. světové války popsal Achnatonovu vládu, reformy a Atonův kult v historickém románu Egypťan Sinuhet.